# Masahiro Yoshimura
Masahiro Yoshimura (吉村 昌弘?, Masahiro Yoshimura; Uwajima, 28 ottobre 1936 – 27 settembre 2003) è stato un nuotatore giapponese.

## Palmarès
Olimpiadi
- 1 medaglia:
  - 1 argento (200 metri rana a Melbourne 1956)